# Erik Gidlund
Erik Johan Hilding Gidlund, född 17 mars 1910 i Vännäs församling, Västerbottens län, död 1985, var en svensk väg- och vattenbyggnadsingenjör.
Gidlund, som var son till bangårdsmästare Johan Axel Gidlund och Beda Kristina Widmark, avlade studentexamen i Luleå 1932 och utexaminerades från Chalmers tekniska högskola 1937. Han var lärare vid Katrineholms tekniska skola 1937–1938, ingenjör vid Göteborgs stads vattenverk 1938–1939 och vid Göteborgs stadsingenjörskontor 1939–1942, stadsingenjör i Simrishamns stad 1942–1945, byråingenjör vid Gävle stads byggnadskontor 1945–1946, stadsingenjör i Simrishamn stad från 1946 och verkställande direktör för AB Kvartssand från 1948. Han upprättade Karta över Simrishamn (1949, 1966).